# Mühlwiese
Mühlwiese ist eine zum Ortsteil Wolkenburg-Kaufungen der Stadt Limbach-Oberfrohna gehörige Häusergruppe im Landkreis Zwickau, Sachsen. Mühlwiese gehörte ursprünglich zu Kaufungen. Im Jahr 1950 erfolgte die Umgliederung nach Uhlsdorf, mit dem der Ort am 1. März 1965 nach Wolkenburg/Mulde, am 1. Januar 1994 nach Wolkenburg-Kaufungen und am 1. Januar 2000 in die Große Kreisstadt Limbach-Oberfrohna eingemeindet wurde.

## Geografie

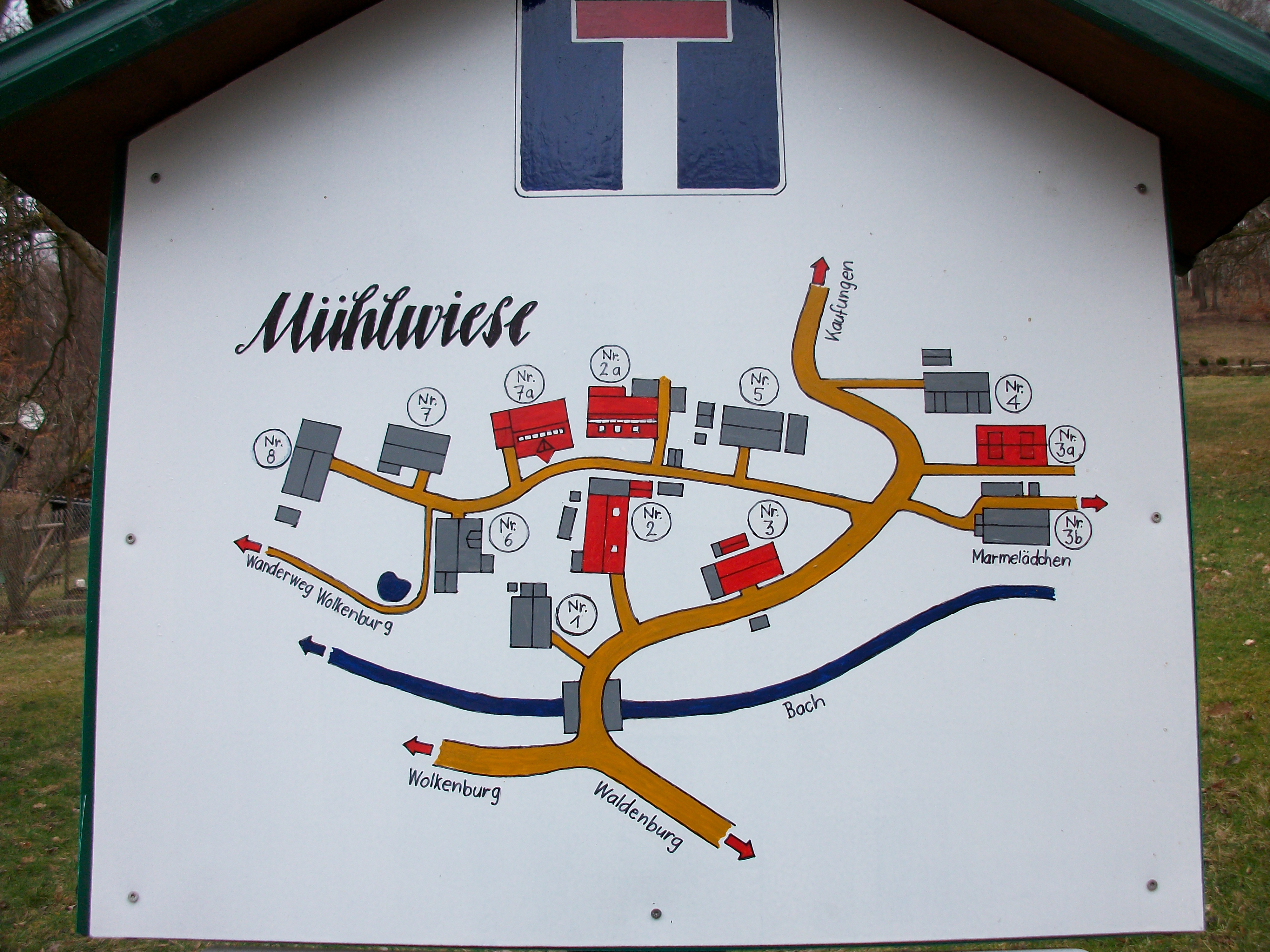
Ortsplan der Siedlung Mühlwiese

### Geografische Lage
Die Häusergruppe Mühlwiese bildet den östlich des Herrnsdorf-Bräunsdorfer Bachs gelegenen Teil von Uhlsdorf.

### Nachbarorte
|          | Herrnsdorf                                  |           |
|          | Kompassrose, die auf Nachbargemeinden zeigt | Kaufungen |
| Uhlsdorf |                                             |           |

## Geschichte

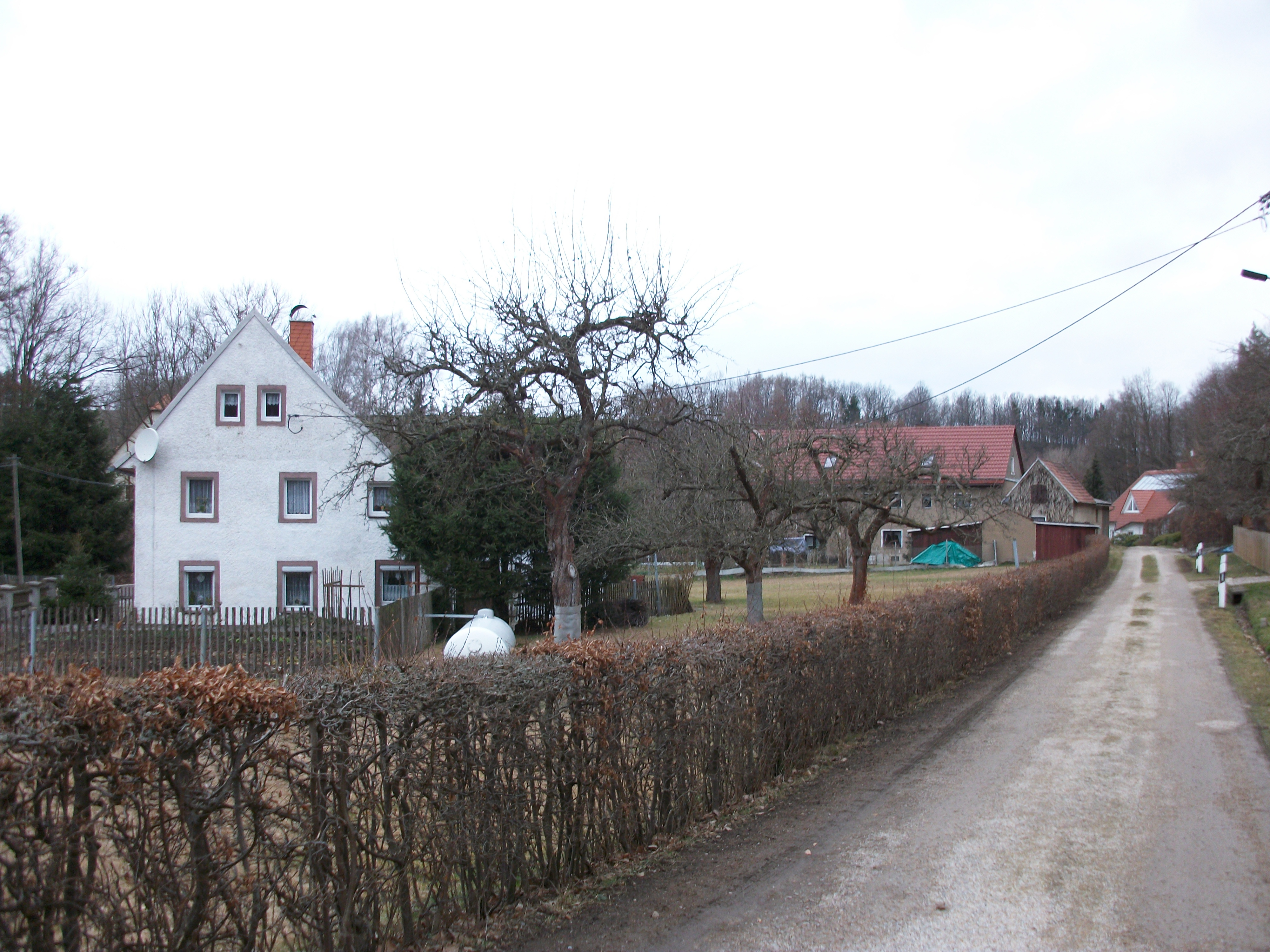
Uhlsdorf, Ortsteil Mühlwiese

Die Siedlung Mühlwiese wurde im Jahr 1791 gemeinsam mit dem heutigen Niederfrohnaer Ortsteil Jahnshorn als Zubehör des Ritterguts Kaufungen in der Herrschaft Wolkenburg genannt. Diese gehörte wiederum zum kursächsischen Amt Borna, von dem es jedoch territorial durch die Schönburgischen Herrschaften getrennt war.
Im Jahr 1851 kam Kaufungen mit dem Ortsteil Mühlwiese als Teil der Herrschaft Wolkenburg an das königlich-sächsische Gericht Limbach und im Jahr 1856 zum Gerichtsamt Penig, das im Jahr 1875 in der Amtshauptmannschaft Rochlitz aufging. Aufgrund ihrer geographischen Nähe zu Uhlsdorf wurde die Siedlung Mühlwiese im Jahr 1950 von Kaufungen nach Uhlsdorf umgegliedert.
Durch die zweite Kreisreform in der DDR kam Mühlwiese als Teil der Gemeinde Uhlsdorf im Jahr 1952 vom Landkreis Rochlitz zum Kreis Glauchau im Bezirk Chemnitz (1953 in Bezirk Karl-Marx-Stadt umbenannt). Mit der Eingemeindung von Uhlsdorf gehörte Mühlwiese seit dem 1. März 1965 zur Gemeinde Wolkenburg/Mulde, die sich am 1. Januar 1994 mit Kaufungen zur Gemeinde Wolkenburg-Kaufungen zusammenschloss. Wolkenburg und Kaufungen gehörten bereits seit 1990 zum sächsischen Landkreis Glauchau, der 1994 im Landkreis Chemnitzer Land bzw. 2008 im Landkreis Zwickau aufging. Am 1. Januar 2000 wurde die Gemeinde Wolkenburg-Kaufungen nach einer gescheiterten Verwaltungsgemeinschaft mit Waldenburg in die Stadt Limbach-Oberfrohna eingegliedert. Dadurch gehört auch die Siedlung Mühlwiese seitdem zum Ortsteil Wolkenburg-Kaufungen.